# Michał Leszczak
Michał Leszczak (ur. 18 marca 1896, zm. ?) – major piechoty Wojska Polskiego.

## Życiorys

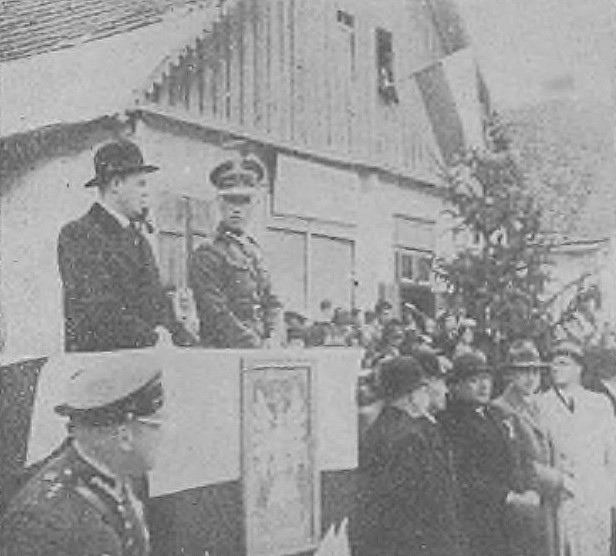
Mjr Michał Leszczak (na trybunie) podczas uroczystości 3 Maja w Borszczowie (1938)

3 maja 1922 roku został zweryfikowany w stopniu porucznika ze starszeństwem z dniem 1 czerwca 1919 roku i 1124. lokatą w korpusie oficerów piechoty, a jego oddziałem macierzystym był 83 pułk piechoty w Kobryniu. W kolejnych latach kontynuował służbę w tym pułku. 1 grudnia 1924 roku został mianowany kapitanem ze starszeństwem z dniem 15 sierpnia 1924 roku i 457. lokatą w korpusie oficerów piechoty. Był także przydzielony do dowództwa 30 Dywizji Piechoty w Kobryniu. W listopadzie 1927 roku został przeniesiony do 74 pułku piechoty w Lublińcu. 27 czerwca 1935 roku został mianowany majorem ze starszeństwem z dniem 1 stycznia 1935 roku i 26. lokatą w korpusie oficerów piechoty, a w sierpniu tego roku wyznaczony na stanowisko dowódcy batalionu. Później został przeniesiony z 74 pp do Korpusu Ochrony Pogranicza i wyznaczony na stanowisko zastępcy dowódcy batalionu KOP „Borszczów”, a następnie dowódcy tego oddziału. W tym czasie obowiązki służbowe łączył z działalnością społeczną. Był członkiem Powiatowej Rady Łowieckiej w Borszczowie i delegatem na Walne Zgromadzenie Małopolskiego Oddziału Polskiego Związku Łowieckiego we Lwowie. W 1939 roku ponownie pełnił służbę w 83 pułku piechoty w Kobryniu na stanowisku II zastępcy dowódcy pułku (kwatermistrza). Po marcowej mobilizacji pułku i jego przetransportowaniu do rejonu operacyjnego Armii „Łódź”, pozostał w garnizonie Kobryń dowodząc pozostałościami pułku. W czasie kampanii wrześniowej został kwatermistrzem 60 Dywizji Piechoty. Po bitwie pod Kockiem, zakończonej kapitulacją Samodzielnej Grupy Operacyjnej „Polesie”, dostał się do niemieckiej niewoli. Przebywał w Oflagu IX A Spangenberg.

## Ordery i odznaczenia
- Krzyż Walecznych trzykrotnie[17]
- Złoty Krzyż Zasługi – 1938 „za zasługi w służbie ochrony pogranicza”[18]
- Medal Niepodległości – 2 sierpnia 1931 roku „za pracę w dziele odzyskania niepodległości”[19]
- Medal Międzysojuszniczy „Médaille Interalliée”[20]